# Allium diomedeum
Allium diomedeum — вид рослин з родини амарилісових (Amaryllidaceae); ендемік Італії.

## Опис
2n = 2x = 16.

## Поширення
Ендемік островів Треміті, в Адріатичному морі, південна Італії. Зростає в кам'янистих середовищах і в середземноморських гаригах.

## Загрози й охорона
Основними загрозами є туризм і рекреаційний розвиток, особливо біля узбережжя і рекреаційні заходи (на узбережжі приймають багато туристів, особливо влітку).
Усі острови перебувають у зоні спеціального захисту (Директива про птахів).